# Robin Kiel
Robin Kiel (Hildburghausen, 15 de septiembre de 1987) es un deportista alemán que compitió en biatlón. Ganó una medalla de oro en el Campeonato Europeo de Biatlón de 2011, en la prueba por relevos.

## Palmarés internacional
| Campeonato Europeo | Campeonato Europeo   | Campeonato Europeo | Campeonato Europeo |
| Año                | Lugar                | Medalla            | Prueba             |
| ------------------ | -------------------- | ------------------ | ------------------ |
| 2011               | Val Ridanna (Italia) | Medalla de oro     | Relevos            |